# Гуча (село)
Гуча (Село) је насељено место у Србији у општини Лучани у Моравичком округу. Према попису из 2022. било је 1.694 становника.
Овде се налазе Споменик Димитрију Станковићу у селу Гуча (†1836), Надгробни споменик Петру Анђелићу у селу Гуча (†1841), Споменик Босиљки, невести Обрена Драмлића у селу Гуча (†1854), надгробни споменик Богосаву Бугарину у селу Гуча, Надгробни споменик Јовану Ивановићу у селу Гуча, Надгробни споменик Милићу Анђелићу у селу Гуча, Надгробни споменик ковачу Миловану Ивановићу у селу Гуча, Надгробни споменик Јовану Станковићу у селу Гуча , Надгробни споменик Јекатерини Драмлић у селу Гуча (†1850), Надгробни споменик трговцу Марку Ивановићу у селу Гуча (†1905), Надгробни споменик Илији Кудузовићу у селу Гуча (†1918), Надгробни споменик војнику Вучку Анђелићу у селу Гуча (†1915), Надгробни споменик Марти Драмлији у селу Гуча (†1835) и Епитаф на споменику младићу Милоју у селу Гуча (†1914).

## Демографија
Према попису из 2002. године у насељу Гуча (село) живи 1589 пунолетних становника, а просечна старост становништва износи 39,2 година (37,7 код мушкараца и 40,7 код жена). У насељу има 610 домаћинстава, а просечан број чланова по домаћинству је 3,30.
Ово насеље је великим делом насељено Србима, а у последња три пописа, примећен је пораст у броју становника.
|             | \| Демографија[2] \| Демографија[2] \| Демографија[2] \| \| Година \| Становника \| Становника \| \| -------------- \| -------------- \| -------------- \| \| 1948. \| 2.032 \| \| \| 1953. \| 2.060 \| \| \| 1961. \| 1.900 \| \| \| 1971. \| 1.800 \| \| \| 1981. \| 1.907 \| \| \| 1991. \| 1.951 \| 1.933 \| \| 2002. \| 2.010 \| 2.031 \| \| 2011. \| 1.955 \| \| \| 2022. \| 1.694 \| \| |            |
| Демографија | |            |
| Година      | Становника | Становника |
| 1948.       | 2.032 |            |
| 1953.       | 2.060 |            |
| 1961.       | 1.900 |            |
| 1971.       | 1.800 |            |
| 1981.       | 1.907 |            |
| 1991.       | 1.951 | 1.933      |
| 2002.       | 2.010 | 2.031      |
| 2011.       | 1.955 |            |
| 2022.       | 1.694 |            |

| Етнички састав према попису из 2002.‍ | Етнички састав према попису из 2002.‍ | Етнички састав према попису из 2002.‍ | Етнички састав према попису из 2002.‍ | Етнички састав према попису из 2002.‍ |
| ------------------------------------ | ------------------------------------ | ------------------------------------ | ------------------------------------ | ------------------------------------ |
|                                      |                                      |                                      |                                      |                                      |
| Срби                                 | Срби                                 |                                      | 1.921                                | 95,57%                               |
| Роми                                 | Роми                                 |                                      | 74                                   | 3,68%                                |
| Русини                               | Русини                               |                                      | 1                                    | 0,04%                                |
| Македонци                            | Македонци                            |                                      | 1                                    | 0,04%                                |
| Југословени                          | Југословени                          |                                      | 1                                    | 0,04%                                |
| непознато                            | непознато                            |                                      | 11                                   | 0,54%                                |

| Година пописа     | 1948. | 1953. | 1961. | 1971. | 1981. | 1991. | 2002. |
| ----------------- | ----- | ----- | ----- | ----- | ----- | ----- | ----- |
| Број домаћинстава | 344   | 372   | 434   | 445   | 550   | 562   | 610   |

| Број чланова      | 1  | 2   | 3   | 4   | 5  | 6  | 7  | 8 | 9 | 10 и више | Просек |
| ----------------- | -- | --- | --- | --- | -- | -- | -- | - | - | --------- | ------ |
| Број домаћинстава | 89 | 131 | 112 | 151 | 74 | 36 | 11 | 2 | 2 | 2         | 3,30   |

| Пол    | Укупно | Неожењен/Неудата | Ожењен/Удата | Удовац/Удовица | Разведен/Разведена | Непознато |
| ------ | ------ | ---------------- | ------------ | -------------- | ------------------ | --------- |
| Мушки  | 827    | 251              | 522          | 33             | 14                 | 7         |
| Женски | 849    | 143              | 522          | 156            | 21                 | 7         |
| УКУПНО | 1.676  | 394              | 1.044        | 189            | 35                 | 14        |

| Пол    | Укупно                    | Пољопривреда, лов и шумарство | Рибарство                            | Вађење руде и камена | Прерађивачка индустрија       |
| ------ | ------------------------- | ----------------------------- | ------------------------------------ | -------------------- | ----------------------------- |
| Мушки  | 419                       | 74                            | 0                                    | 0                    | 199                           |
| Женски | 256                       | 71                            | 0                                    | 0                    | 78                            |
| УКУПНО | 675                       | 145                           | 0                                    | 0                    | 277                           |
| Пол    | Производња и снабдевање   | Грађевинарство                | Трговина                             | Хотели и ресторани   | Саобраћај, складиштење и везе |
| Мушки  | 15                        | 13                            | 36                                   | 9                    | 18                            |
| Женски | 0                         | 3                             | 29                                   | 15                   | 1                             |
| УКУПНО | 15                        | 16                            | 65                                   | 24                   | 19                            |
| Пол    | Финансијско посредовање   | Некретнине                    | Државна управа и одбрана             | Образовање           | Здравствени и социјални рад   |
| Мушки  | 2                         | 6                             | 19                                   | 4                    | 2                             |
| Женски | 2                         | 3                             | 12                                   | 14                   | 17                            |
| УКУПНО | 4                         | 9                             | 31                                   | 18                   | 19                            |
| Пол    | Остале услужне активности | Приватна домаћинства          | Екстериторијалне организације и тела | Непознато            | Непознато                     |
| Мушки  | 3                         | 0                             | 0                                    | 19                   | 19                            |
| Женски | 4                         | 0                             | 0                                    | 7                    | 7                             |
| УКУПНО | 7                         | 0                             | 0                                    | 26                   | 26                            |